# Xenocatantops dirshi
Xenocatantops dirshi är en insektsart som beskrevs av Willemse, F.M.H. 1968. Xenocatantops dirshi ingår i släktet Xenocatantops och familjen gräshoppor.

## Underarter
Arten delas in i följande underarter:
- X. d. dirshi
- X. d. dammerensis